# Cabinet fantôme d'Alec Douglas-Home
Wilson Heath
Le cabinet fantôme d'Alec Douglas-Home a été créé le 16 juillet 1964 à la suite de la défaite aux élections générales de 1964.

## Liste du cabinet fantôme
| Portefeuille                                                                    | Ministre de l'ombre | Mandat  |
| ------------------------------------------------------------------------------- | ------------------- | ------- |
| Leader de la très loyale opposition de Sa Majesté Leader du Parti conservateur  | Alec Douglas-Home   | 1964–65 |
| Chancelier de l'Échiquier du cabinet fantôme                                    | Reginald Maudling   | 1964–65 |
| Secrétaire d'État des affaires étrangères et du Commonwealth du cabinet fantôme | R. A. Butler        | 1964–65 |
| Secrétaire d'État à l'Intérieur du cabinet fantôme                              | Edward Boyle        | 1964-65 |
| Secrétaire d'État à la Défense du cabinet fantôme                               | Peter Thorneycroft  | 1964-65 |
| Leader fantôme de la Chambre des communes                                       | Selwyn Lloyd        | 1964-65 |
| Secrétaire d'État au développement de l'outre-mer du cabinet fantôme            | Robert Carr         | 1964-65 |
| Secrétaire d'État pour l'Écosse du cabinet fantôme                              | Michael Noble       | 1964-65 |
| whip en chef de l'opposition                                                    | William Whitelaw    | 1964–65 |
| Leader de l'opposition à la Chambre des lords                                   | Lord Carrington PC  | 1964–65 |